# Hoplarista
Hoplarista là một chi bướm đêm thuộc họ Noctuidae.

## Các loài
- Hoplarista haemaplaga Hampson, 1910